# تشو لين (ممثلة)
تشو لين (بالصينية: 朱琳) هي ممثلة صينية، ولدت في 1958 في بكين في الصين.

## وصلات خارجية
- تشو لين على موقع IMDb (الإنجليزية)
- تشو لين على موقع قاعدة بيانات الفيلم (الإنجليزية)